# 伯拉兹科效应
伯拉兹科效应（英語：Blazhko effect）是指发生在天琴座许多RR型星的光曲线在一般情况下的不规则长周期和振幅的调整。这是谢尔盖·伯拉兹科于1907年觀測天龍座RW光變曲线时第一次观察到的。最近，克普勒宇宙飞船还观察到新的现象；这些星除周期和振幅调整外，还发生循环地交替改变。
自从发现伯拉兹科效应以来，一百多年过去了，但目前对产生它的物理原因尚不清楚；还处在探讨阶段。

## 外部連結
- The Blazhko Project（页面存档备份，存于）